# Grantville
Grantville is een plaats (city) in de Amerikaanse staat Georgia, en valt bestuurlijk gezien onder Coweta County.

## Demografie
Bij de volkstelling in 2000 werd het aantal inwoners vastgesteld op 1309.
In 2006 is het aantal inwoners door het United States Census Bureau geschat op 2550, een stijging van 1241 (94,8%).

## Geografie
Volgens het United States Census Bureau beslaat de plaats een oppervlakte van
13,5 km², geheel bestaande uit land.

## Plaatsen in de nabije omgeving
De onderstaande figuur toont nabijgelegen plaatsen in een straal van 16 km rond Grantville.